# Salvatore Accardo
Salvatore Accardo (Turín, Italia, 26 de septiembre de 1941) es un violinista y director de orquesta italiano, considerado uno de los mejores intérpretes de violín del siglo XX.

## Biografía
Aunque nacido en el Piamonte, se trasladó pronto a Torre del Greco (Nápoles), ciudad de su padre Vincenzo, tallador de camafeos. A los tres años de edad empezó a interesarse por el violín y a los ocho fue admitido en la Escuela Napolitana del Maestro Luigi D'Ambrosio. En junio de 1956 se examinó en el prestigioso Conservatorio San Pietro a Majella de Nápoles, con cinco años de antelación. 
Escuchado por el mecenas conde Chigi, fue admitido ad honorem en un curso de perfeccionamiento de la Accademia Musicale Chigiana de Siena.

## Vida artística
Dio su primer recital profesional a los 13 años tocando los Caprichos de Niccolò Paganini. En 1956, ganó la Competencia de Génova y en 1958 logró el primer lugar del concurso de violín "Paganini". Fundó el Cuarteto Accardo en 1992 y fue uno de los fundadores de la Academia Walter Stauffer en 1986. También creó el «Settimane Musicali Internazionali» en Nápoles y el «Festival de Cuerdas de Cremona» en 1971. En 1996 refundó la «Orquesta da Camera Italiana» (OCI) cuyos integrantes son los mejores alumnos de la Academia Walter Stauffer. Es considerado uno de los mejores violinistas del mundo.[cita requerida]
Salvatore Accardo posee varios violines, entre ellos los Stradivari Hart ex Francescatti (1727) y Uccello di Fuoco ex Saint-Exupéry (1718), y un Guarneri del Gesù del 1734.[cita requerida]
Enseña en la Accademia Musicale Chigiana desde el 2004.[cita requerida]

### Repertorio
Gran virtuoso del violín, es especialmente famoso por su interpretación de las obras de Paganini, de quien ha grabado sus Veinticuatro Capricci y sus seis conciertos para violín y orquesta, el primero en hacerlo, (ahora existe una integral de los conciertos grabada por su alumno Massimo Quarta).
Los seis conciertos para violín y orquesta de Niccolò Paganini se grabaron en 1974, con el acompañamiento de la Orquesta Filarmónica de Londres, bajo la dirección del suizo Charles Dutoit.
En cuanto a los Veinticuatro Caprichos fueron interpretados y grabados por el maestro Accardo, sin ninguna clase de acompañamiento. Salvatore Accardo grabó casi toda la obra violinística de Niccolò Paganini, aproximadamente a los treinta y dos años de edad.
Su repertorio, sin embargo, es mucho más amplio y abarca desde obras barrocas (Johann Sebastian Bach) hasta contemporáneas (ha estrenado numerosas composiciones, y autores como Salvatore Sciarrino, Franco Donatoni, Astor Piazzolla o Iannis Xenakis le han dedicado obras). También ha destacado en la música de cámara o en la dirección de ópera.[cita requerida]

### Discografía seleccionada
Ha grabado los 24 Caprichos de Paganini para violín solo (los volvió a grabar en 1999) y fue el primero en grabar los seis conciertos para violín de Paganini. Aportó una impresionante versión de Les folies d'Espagne para la serie de dos capítulos sobre la vida de Antonio Stradivari, escrita y dirigida en 1989 por Giacomo Battiato e interpretada por Anthony Quinn. Accardo tiene una extensa lista discográfica de casi 50 grabaciones con Philips, DG, EMI, Sony Classical, Foné, Dynamic y Warner-Fonit. 
- Bach: Concerto for Two Violins in D minor - Violin Concertos in A Minor & E Major - Anne-Sophie Mutter/English Chamber Orchestra/Salvatore Accardo, 1983 EMI
- Bach: Double Concerto - The Violin Concertos - The Chamber Orchestra of Europe/Salvatore Accardo, 1985 Philips
- Beethoven: Concerto for Violin and Orchestra & Romances for Violin and Orchestra - Carlo Maria Giulini/Orchestra Filarmonica della Scala/Salvatore Accardo, 1994 Sony
- Bruch, Conc. vl. - Accardo/Masur/GOL, 1977/1978 Philips
- Brahms: Sonate per violino e pianoforte, Scherzo per la «Sonata F.A.E.» - Bruno Canino/Salvatore Accardo, 1998 Foné/Amadeus
- Bruch, Romanze - Accardo/Masur/GOL, 1977/1978 Philips
- Dvorak & Sibelius: Violin Concertos - Salvatore Accardo/London Symphony Orchestra/Royal Concertgebouw Orchestra/Sir Colin Davis, 2000 Philips
- Haydn: Violin Concertos, Concerto for Violin & Harpsichord, Sinfonia Concertante - Heinrich Schiff/Bruno Canino/Neil Black/Graham Sheen/English Chamber Orchestra/Salvatore Accardo, 1981 Philips
- Mozart: Concertos for Violin and Orchestra - Prague Chamber Orchestra/Salvatore Accardo, 1991 Nuova Era
- Mozart: The complete Sonatas and Variations for Violin and Piano - Bruno Canino/Salvatore Accardo, 1989 Nuova Era
- Paganini, Capricci n. 1-24 - Accardo, Deutsche Grammophon
- Paganini, Capricci n. 1-24/Conc. vl. - Accardo/Dutoit/LPO, Deutsche Grammophon
- Paganini, Conc. vl. n. 1, 2 - Accardo/Dutoit/LPO, 1975 Deutsche Grammophon
- Paganini, Conc. vl. n. 1-6/Capricci/Son. - Accardo/Dutoit/LPO, Deutsche Grammophon
- Paganini, Diabolus in musica - Accardo, 1975/1977 Deutsche Grammophon
- Paganini: Works for Violin and Orchestra - Chamber Orchestra of Europe/Franco Tamponi/Salvatore Accardo, 1984 EMI/Warner
- Schubert: Musiche per violino e pianoforte - Lodovico Lessona/Salvatore Accardo, 1982 RCA
- Vivaldi, Quattro stagioni - Accardo/Solisti di Napoli, 1987 Philips